# (1126) Otero
(1126) Otero ist ein Asteroid des Hauptgürtels, der am 11. Januar 1929 vom deutschen Astronomen Karl Wilhelm Reinmuth in Heidelberg entdeckt wurde. 
Er wurde vermutlich nach dem Gesangsstar La Belle Otéro benannt.